# John Bond (banquier)
Pour les articles homonymes, voir Bond et John Bond.
John Reginald Hartnell Bond (sinogramme traditionnel : 龐約翰), né le 24 juillet 1941, est un homme d'affaires britannique.
Il reçoit le prix de l'« Homme d’État de l’année » en 2004 qui « honore les dirigeants qui soutiennent la paix et la liberté, par la promotion de la tolérance, la dignité humaine et les droits de l’homme ». Ce prix est remis par la fondation Appeal of Conscience.
Il quitta le poste de président du groupe bancaire HSBC le 26 mai 2006 après avoir passé 45 ans au service de la banque. Il prit la direction du groupe Vodafone en juillet 2006.
Sa décision d'acquérir le groupe américain de crédit à la consommation Household International fit perdre à HSBC des dizaines de milliards de dollars américains lors de la crise des subprimes.